# Aleš Binar
Aleš Binar (* 23. prosince 1983 Opava) je český historik, specializující se na československé vojenské dějiny v období druhé světové války a regionální dějiny Slezska a československo-polských vztahů ve 20. století.

## Život
Vystudoval historii na Filozoficko-přírodovědecké fakulty v Opavě Slezské univerzitě v Opavě (2008), kde získal i doktorát (2014) a kde se i habilitoval (2021). Od roku 2010 působí na Univerzitě obrany v Brně.

## Dílo (výběr)
- Československý vojenský odboj na východě za druhé světové války. Brno 2020. ISBN 978-80-7582-137-9.
- Hospodářský a sociální vývoj Hlučínska v letech 1945–1989. Opava 2014. ISBN 978-80-7510-119-8.